# Ulldart
Ulldart ist der Titel einer Serie von Fantasy-Romanen des deutschen Schriftstellers Markus Heitz, deren Bände seit 2002 erscheinen.
Markus Heitz erschuf eine umfangreiche fiktive Welt, die an den Hintergrund des 17. und 18. Jahrhunderts angelehnt ist. Zentrum dieser Welt ist der Kontinent Ulldart, der zugleich den Titel der Serie stellt. Den Kern der Handlung bildet eine Prophezeiung, die besagt, dass im Falle des Todes des Prinzen von Tarpol die sogenannte Dunkle Zeit zurückkehre. Noch lebt die Welt in Frieden, doch gibt es Interpretationsprobleme, ob gemeint sei „beim Tod des Prinzen“ oder „wenn der Tod des Prinzen nicht eintritt“.
Hieraus wird ein verwobener Handlungsstrang mit zahlreichen modifizierten Anspielungen auf Motive klassischer Romane und moderner Fantasy-Literatur sowie entsprechender Computer-Rollenspiele entwickelt, der sich zunehmend verzweigt und stetig weitere Nebenschauplätze und neue Personen vielfältiger Art einführt. Die Hauptfigur Lodrik Bardri¢ entwickelt sich im Laufe der ersten sechs Bände von einem verwöhnten, pummeligen Prinzen, der Kekse über alles liebt, zum gutmütigen, geliebten Herrscher des ganzen Kontinents. Er repräsentiert nach Aussage des Autors „das Motiv des dicken, jugendlichen Versagers, der nach und nach heranreift und alles versucht, um bestehendes Unrecht abzuschaffen und Gerechtigkeit zu erschaffen“ und „das Motiv des schuldlos Schuldigwerdens, weil sich die Hauptfigur irgendwann wegen des äußeren Drucks nicht mehr zu helfen weiß und nach dem Dunklen greift, ihn andere regelrecht in die Arme des Bösen treiben“, „das einmal in brachialer Gestalt, ein anderes Mal mit perfekter Freundlichkeit und gewissenloser Hinterlist auftritt“.
Der erste Roman der Reihe, Ulldart – Die dunkle Zeit 1, erhielt den Deutschen Phantastik Preis 2003 in der Kategorie Bestes Roman-Debüt National.

## Editionsgeschichte
Die ersten fünf aufeinander aufbauenden Bände der Reihe wurden unter dem Titel „Ulldart - Die dunkle Zeit“ im Heyne Verlag publiziert. Aufgrund umfangreicher Textkürzungen und der Zusammenlegung des fünften und sechsten Bandes durch den Heyne Verlag wechselte Heitz zum Münchener Piper Verlag, wo inzwischen alle sechs Bände in neuer Gestaltung und voller Länge erschienen sind.
Eine zweite Reihe, „Ulldart – Die Zeit des Neuen“, erscheint ebenfalls im Piper Verlag und führt die Geschichte um Ulldart fort. In dieser Reihe sind bislang drei Romane mit den Titeln „Ulldart – Trügerischer Friede“, „Ulldart – Brennende Kontinente“ und „Ulldart – Fatales Vermächtnis“ veröffentlicht worden. Der Autor behält sich eine Fortführung bisher vor.
Ebenfalls bei Piper sind vier Sammelbände erschienen. Die Bände eins bis drei enthalten jeweils zwei Bände der ersten Reihe „Die Dunkle Zeit“. Der vierte Band beinhaltet die drei Bände der zweiten Reihe „Die Zeit des Neuen“.
Seit dem Jahr 2006 sind außerdem bislang drei Spielbücher im Verlag Pegasus Press erschienen, in denen der Leser interaktiv die Rolle des Helden übernehmen kann. Sie tragen die Titel „Todesbote“, „Flucht aus Rogogard“ und „Perdors Untergang“.

## Inhalt
Dunkle Zeit
Der Romanzyklus beginnt mit einer Reise des verwöhnten, dicklichen „Keksprinzen“ Lodrik Bardri¢, der von seinem Vater, dem Herrscher, genannt Kabcar von Tarpol, in eine entfernte Provinz geschickt wird, um dort als Gouverneur politische Erfahrungen zu sammeln. Dabei wird seine wahre Identität geheim gehalten, nur seine Begleiter, der Diener Stoiko Gijuschka und sein Leibwächter Waljakov kennen sie. Während seines Aufenthaltes in der Provinz entwickelt sich der Prinz mit Hilfe seiner beiden Vertrauten zu einem schlanken und politisch gebildeten jungen Mann. Er erleichtert durch seine Anordnungen der Provinz-Bevölkerung das Leben, schafft sich dadurch jedoch Feinde beim Adel. In dieser Zeit wendet sich Lodrik von Ulldrael dem Gerechten, dem Hauptgott Ulldarts, ab und Tzulan, dem Gebrannten Gott, zu. Dadurch erhält er magische Fähigkeiten, ohne dass ihm dies sogleich bewusst wird. In der Provinz lernt Lodrik seinen Freund Ijuscha Miklanowo kennen und über diesen seine zukünftige Geliebte Norina Miklanowo.
Nach dem Tod seines Vaters nimmt Lodrik dessen Platz als Kabcar von Tarpol ein und reformiert das Land mit dem Ziel, die Lebensbedingungen des einfachen Volkes zu verbessern. Seine Freunde Stoiko, Waljakov und Norina helfen ihm dabei. Seine Maßnahmen verärgern den Adel und den Bevölkerungsteil der Brojaken, die durch sie Machtverluste erleiden. Zugleich provoziert er unwillentlich die Völker seiner Nachbarländer. Er überlebt ein Attentat und lernt dadurch unter anderem Nerestro von Kuraschka und Bruder Matuc, einen Mönch des Gottes Ulldrael, kennen.
Wegen einer Klausel im Testament seines Vaters ist Lodrik gezwungen, seine verhasste Cousine Aljascha Radka Bardri¢ zu heiraten. Obwohl diese seine rechtmäßige Gemahlin wird, liebt Lodrik nur Norina, mit der er gemeinsam sein Reich verändern will. In Tarpol bahnt sich eine Art Bürgerkrieg an, als Mortva Nesreca erscheint, ein seltsamer Mann, der sich als Vetter Lodriks ausgibt und ihm angeblich beistehen will. Als Berater an Lodriks Seite verdrängt er Stoikos Platz und unterrichtet den Kabcar im Umgang mit Magie, derer er sich nun bewusst wird. In der Schlacht bei Dujulev erhält Lodrik unverhofft Hilfe vom Gebrannten Gott persönlich, der ihm seinen treuen Diener Sinured das Tier schickt. Diese allgemein verhasste Gestalt ist nach über 400 Jahren aus dem Meer zurückgekehrt, um Lodrik im Kampf gegen die Borasgotaner zu unterstützen. Durch seinen neuen Streiter verfeindet sich Lodrik mit dem gesamten Kontinent. Er beachtet die Ratschläge seiner engsten Freunde nicht mehr. Sein Berater Nesreca vertreibt oder vernichtet nacheinander die loyalen Freunde Lodriks und redet ihm ein, seine Geliebte Norina sei mit dem Kind des Leibwächters schwanger, welches eigentlich von Lodrik selbst stammt. Sie flieht mit diesem und gebiert ihren Sohn mit Hilfe der Schicksalsseherin Fatja auf stürmischer See, wird jedoch schon bald von ihm getrennt. Auf dem fernen Kontinent Kalisstron wird sie von Piraten als Sklavin verkauft und verliert ihr Gedächtnis. Lodriks intriganter Berater schließt sich hingegen mit der Kabcara, der Gemahlin Lodriks, zusammen. Er erzieht die Drillinge des Paares nach seinem Ermessen und hetzt sie gegen den Vater auf. Währenddessen dehnt Lodrik sein Reich immer weiter aus, beabsichtigt nun jedoch, dem Kontinent damit zu einer Demokratie zu verhelfen.
Unterdessen wächst auf Kalisstron der Sohn Lodriks und Norinas heran. Er wird von Bruder Matuc und der Schicksalsseherin Fatja erzogen, welche vor vielen Jahren das Schicksal des einstigen Tadc Lodrik vorhersah und auch voraussagte, dass Lorin, der Sohn, einmal das Schicksal Ulldarts retten würde. Lodriks ehemaliger Leibwächter Waljakov findet zu ihnen und unterrichtet fortan den Sohn seines einstigen Schützlings ebenso wie früher den Vater.
Im Süden des Kontinents Ulldart ziehen sich die letzten Feinde des Kabcar zusammen und kämpfen als Staatenbund gegen Lodrik. Einer der Gegner, König Perdór von Ilfaris, zieht sich mit seinem Hofnarr Fiorell nach Kensustria, dem letzten Standpunkt gegen Lodrik, zurück. Eine Wassersperre verhindert jeden Kontakt mit dem Reich. Die Armeen Lodriks schließen sich immer enger um die geheimnisvollen Kensustrianer und Lodrik, inzwischen endgültig wieder zur Vernunft gekommen, will sich der Störenfriede auf Ulldart entledigen und schickt seine Frau Aljascha ins Exil. Als er daraufhin Nesreca und andere Gegner beseitigen will, wird er stattdessen von seinem Sohn Govan, einem der Drillinge, hinterhältig ermordet. Dieser besteigt anschließend den Thron und wird damit Herrscher über ganz Ulldart. Er beschließt einen letzten Kriegszug gegen Kensustria mit dem Ziel, die ganze Welt zu erobern. Sein letzter Gegner, sein Halbbruder Lorin, sitzt auf dem Kontinent Kalisstron fest.
Nach und nach widerruft Govan alle Reformen seines beim Volk beliebten Vaters und legt Tzulan an Stelle Ulldraels als offiziellen Gott seines Reiches fest. Von Größenwahn getrieben, will er sich zum Carije, zum Kaiser Ulldarts, krönen lassen. Das Volk, wieder zur Leibeigenschaft gezwungen, hasst ihn dafür. Die Eroberung Kensustrias erweist sich als schwierig, doch gelingt es Govan, sich seiner letzten Feinde innerhalb seines Reiches zu entledigen. Dazu gehört vor allem der Orden der Hohen Schwerter unter Nerestro von Kuraschka. Nesreca, welcher seinen jungen Schüler im Griff zu haben glaubte, stellt bald fest, dass dieser ihm überlegen ist, und mimt daher den gehorsamen Berater, während er gegen ihn intrigiert. Govan will unterdessen nicht nur noch mehr Macht erlangen, sondern begehrt auch seine Schwester, auf deren Besitz er als Gott ein Recht zu haben glaubt.
Nach einigen Verzweigungen im weiteren Handlungsverlauf stellt sich heraus, dass Govans Vater Lodrik trotz seiner Ermordung dem Totenreich entkam und zum Nekromanten wurde. Mit einer Armee von Geistern zieht er nach Kensustria, wo ihm all seine früheren Taten verziehen werden. Er schafft es außerdem, dass sich die tarpolischen Truppen, dessen Kabcar er einst war, von Govan abwenden. Gemeinsam mit ihm schließen sich die letzten Gegner seines Sohnes zusammen, um ihn anzugreifen und das Böse von Ulldart zu tilgen.
In der Ebene, in der einst auch Sinureds Heer besiegt wurde, stellen sie sich dem scheinbar übermächtigen Gegner. Zusammen können Kensustrianer, Ilfariten, Tarpoler, Lodrik mit seinen Geistern, Stoiko sowie die Überlebenden vom Kontinent Kalisstron den Gegner schwächen. Lodrik tötet Nesreca, Sinured stirbt, Govan wird von Lorin und Tokaro von Kuraschka – Adoptivsohn von Nerestro –, die sich im Handlungsverlauf als Halbbrüder herausstellen, besiegt und nur Zvatochna gelingt es zu fliehen, wobei sie jedoch von Lodriks Geistern verfolgt und getötet wird. Die tzulandrischen Truppen ergeben sich und es sieht letztlich so aus, als sei alles Böse von Ulldart getilgt.
Zeit des Neuen
Nach der erfolgreichen Schlacht gegen den wahnsinnigen Carije Govan legt sich wieder der Alltag über Ulldart. Die Reiche haben gemeinsame Ziele und hoffen auf eine friedliche Zukunft. Norina wird Kabcara von Tarpol und auch in den anderen Reichen beginnen vernünftige und vom Krieg verschreckte Herrscher einen Neuanfang. König Perdór von Ilfaris hält als Vermittler die Reiche zusammen und kontrolliert weiterhin – doch nun noch genauer – mit seinen Spionen den Frieden auf dem Kontinent.
Doch schon bald bahnen sich neue erschreckende Ereignisse an.
Inmitten von Intrigen beginnt der neue Kabcar Raspot der Erste von Borasgotan sein Amt und in Granburg schmiedet die intrigante und bösartige ehemalige Kabcara Aljascha schon ihre Pläne zu einer erneuten Machtübernahme in Tarpol.
Auch in Ammtàra überschlagen sich die Ereignisse. Bei einem Besuch einer Delegation von Kensustrianern stellt sich heraus, dass Belkala den Bau der Stadt so beeinflusste, sodass ihr Name und ihr Grundriss an Ketzerei grenzen. Die Priester drohen mit der Zerstörung der Stadt, wenn diese nicht umgebaut und umbenannt werde. Als diese Delegation auch noch inmitten Ammtáras ermordet wird, läuft alles aus dem Ruder. Der Vorsitzende der Versammlung der Wahren Pashtak, Belkalas Tochter Estra, Tokaro von Kuraschka und der „Nimmersatte“ Gán machen sich auf den Weg nach Kensustria, um eine friedliche Einigung zu verhandeln. Die Kensustrianer sind jedoch nur zu einer friedlichen Lösung bereit, wenn dafür Estra, die Tochter der Ketzerin, bei ihnen bleibe, was jedoch der verliebte Ritter Tokaro nicht zulassen will, weswegen er sie entführt. Damit scheint er das Schicksal Ammtáras besiegelt zu haben, doch unerwartet taucht eine Streitkraft aus Grünhaaren auf und vernichtet das gesamte Heer der Kensustrianer. Es stellt sich heraus, dass es sich um Bewohner eines fernen Kontinents, so genannte Nicti, handelt, die auf der Suche nach Kensustria sind und das Land vollständig auslöschen wollen. Sie verehren die tote Belkala als Heilige und sehen Ammtára als ihr Werk und Heiligtum an.
In Granburg zieht Aljascha ihren und Nesrecas Sohn Vahidin auf und mit der Hilfe der auf Ulldart übrig gebliebenen Tzulani, die Vahidin als ihren „Silbergott“ verehren, schafft sie es wieder auf den Thron ihrer alten Baronie Kostromo.
Währenddessen hat in Borasgotan nach der grotesken Ermordung des Kabcar dessen Frau, die geheimnisvolle Elenja, deren Gesicht aufgrund eines Schleiers noch niemand gesehen hat, die Herrschaft übernommen. Als sie gerade auf Staatsbesuch in Tarpol ist, wird sie von Soscha Zabranskoi, einer „Magieseherin“ als Nekromantin identifiziert. Bevor Soscha jemanden warnen kann, tötet Elenja sie. Ihrer Seele gelingt es jedoch, auf der Welt zu verweilen, und sie kann Lodrik Bardri¢ von ihrer Entdeckung berichten. Trotz ihres Hasses gegenüber dem ehemaligen Kabcar folgt sie ihm, um ihren Tod an Elenja zu rächen. Auf der Jagd nach der Nekromantin, die sich als Lodriks tot gedachte Tochter Zvatochna herausstellt, treffen die beiden auf Stoiko und Waljakov, die sie weiter begleiten.
Zvatochna gelingt es, Norina nach Borasgotan zu locken und gleichzeitig ihre Mutter Aljascha mit ihrem Sohn Vahidin einzuladen. Die heimtückische Nekromantin tötet ihre Mutter und schwächt ihren Halbbruder Vahidin. Nur das rechtzeitige Eintreffen von Lodrik, Stoiko und Waljakov hindert sie daran, Norina zu töten, und sie flieht. Lodrik verfolgt sie nach Norden, wo sie in einer Hafenstadt sämtliche Tzulandrier auslöscht und zu ihrem Heer aus Seelen rekrutiert, mit dem sie dann über das Meer flüchtet. Lodrik begibt sich nach Ilfaris, um Perdór davon zu berichten.
Im Süden ist ein weiteres Problem über das Meer nach Ulldart gekommen: Alana II., Herrscherin von Tersion, ist nach dem Krieg zurückgekehrt, um ihren Thron wieder in Anspruch zu nehmen. Dabei werden sie und ihr Mann, der Kaiser des Kontinents Angor, von Mördern umgebracht. Der Bruder Nech Fark Nars'anamm übernimmt den Platz als Kaiser und gleichzeitig die Herrschaft in Tersion.
Die Situation spitzt sich weiter zu, als sich die Nicti, die noch immer auf der Suche nach Kensustria sind, mit dem Kaiser Angors verbünden, was ganz Ulldart Sorgen macht. Perdór schickt Fiorell nach Angor, um nachzuprüfen, was dort vor sich geht. Dort findet Fiorell heraus, dass Nech nicht der legitime Kaiser ist, sondern sein älterer Zwillingsbruder Farkon. Mit der Hilfe des rechtmäßigen Kaisers gelingt es, Nech aus Tersion zu vertreiben, von wo aus er nach Ilfaris flieht.
Währenddessen sind Tokaro und Estra in Tokaros Burg Angoraja geflohen, wo nach einiger Zeit ein total erschöpfter Lorin auftaucht. Dieser ist aus Kalisstron gekommen, um seinen Halbbruder zu Hilfe gegen eine gefährliche Raubtierplage, so genannte Qwor, zu holen, da Tokaro die Fähigkeit besitzt, die Magie der Wesen zu absorbieren. Zunächst gehen sie jedoch nach Ammtára, wo Estra von den Nicti als Heilige verehrt wird. Sie kann einen Waffenstillstand gegen Kensustria aushandeln, muss jedoch mit ihnen als Königin und Halbgöttin auf ihren Kontinent mitgehen. Dazu kommt es jedoch nicht, da Gán, mittlerweile Diener Angors, die Hälfte ihres mächtigen Amuletts und Tokaros aldoreelische Klinge stiehlt, um die beiden nach Kalisstron zu locken und dort Lorins Heimat beizustehen.
Vahidin, von Jengorianern wieder aufgepäppelt, beschließt deren Fähigkeit, mit Geistern zu sprechen und sie zu beherrschen, für sich zu nutzen, um Zvatochna besiegen zu können. Dafür quartiert er sich in einem kleinen Dorf ein und hält mit der Hilfe der Tzulani alle in seiner Gewalt: Er lässt die aldoreelischen Klingen umschmieden, schwängert viele Frauen, um sich eine Armee aus seinen eigenen gefährlichen Nachkommen zu bilden, und lernt von einer Jengorianerin, die er mitnahm.
Mittlerweile befindet sich Lodrik mit Soscha wieder in Borasgotan auf der Jagd nach Zvatochna, wo ihm die Göttin Vintera erscheint und ihn von seinem Fluch erlöst. Lodrik Bardri¢ wird wieder zum Menschen, doch soll er nun als Vinteras Hohepriester ihren Glauben verkünden und wird dafür mit der Gabe ausgestattet, Todgeweihte heilen zu können. Er verspürt wieder Schmerz und scheint sich auch moralisch zurück zum Menschen zu entwickeln, doch hat er nun keine Macht mehr über die Toten und ist gegen Zvatochna machtlos.
Auch die Wiederbelebung der „Schwarzen Sichel“ kündigt die Todesgöttin in Ulldart an.
Auf Kalisstron dagegen gelingt es Tokaro mit Gáns und Lorins Hilfe, die beiden Qwors zu vernichten. In Estra übernimmt trotz der Versöhnung mit Tokaro ihre innere Bestie, welche auch schon Belkala beherrschte, die Macht über die Inquisitorin und Estra kehrt mit ihrem Amulett alleine zurück nach Ulldart. Da Tokaro ihr schwor, sie nicht im Stich zu lassen, folgt er ihr, nimmt jedoch zwei Qwor-Junge mit, um eine Geheimwaffe gegen die Nicti zu haben. Lorin bleibt zurück, um seine Heimat wieder aufzubauen und die Stadt als Bürgermeister zu leiten.
Nech hat es sich in Ilfaris gemütlich gemacht und beschließt das Land zu besetzen. Nach einem erfolgreichen Kampf gegen das Heer aus Ulldartern brechen die Nicti jedoch ihren Pakt mit ihm und löschen auf Geheiß ihrer Königin sämtliche Angorjaner in Ilfaris aus. Estra erklärt sich jedoch bereit, neue Verhandlungen mit den Kensustrianern einzugehen.
Im Norden sieht es keineswegs besser aus: Zvatochna stirbt, als sie ihr ganzes Blut bei einem Unfall verliert, doch ihre Seele erhebt sich und sucht nun nach einem würdigen Körper, den sie braucht, um die Seelen bezahlen zu können. Sie wird schließlich im Süden in der neuen Anführerin der Nicti fündig und ergreift Besitz von deren Körper, der zur Hälfte tot ist.
Lodrik gelingt es, Vahidins Kinder zu töten, und er schafft es schließlich, auch den Halbgott fast zu vernichten. Um seine jengorianische Macht gegen Zvatochna zu nutzen, belebt er ihn mit der Gabe Vinteras wieder. Nun hat er einen Halbgott, die Schwarze Sichel und außerdem noch die Modrak zur Seite, die wieder einmal die Seite wechseln und Vahidin verraten wollen.
Die Verhandlungen im Süden scheitern, als sich herausstellt, dass die „Allerhöchste“ – wie Estra genannt wird – den Angriff auf Kensustria bereits startete. Alles läuft auf einen finalen Kampf hinaus, in dem das neue Geeinte Heer Ulldarts den Kensustrianern gegen die Bedrohung beisteht.
Lodrik, Vahidin, Soscha, dem Orden der Hohen Schwerter unter der Leitung des zurückgekehrten Tokaro und der Schwarzen Sichel obliegt die Aufgabe, Zvatochna auszuschalten, die von Estra Besitz ergriffen hat. Das Geeinte Heer soll dann die Nicti vernichten. Bei Estra angekommen, gelingt es Lodrik, diese von ihrem „Halbtod“ zu heilen, weswegen Zvatochna aus ihrem Körper weichen muss. Vahidin bannt dann die Seele seiner Halbschwester ein für alle Mal, und als er Macht über die Seelen übernehmen will, tötet ihn Tokaro mit seiner aldoreelischen Klinge. Die beiden Qwor fressen den Körper des Halbgottes komplett auf.
In der Schlacht befiehlt der total verstörte Brahim Fidostoi, Nekromant aus Ilfaris’ Magie-Universität, den Seelen alle „Grünhaare“ zu vernichten. Diese falsche Formulierung bewirkt, dass sowohl Nicti als auch Kensustrianer getötet werden.
Die Schlacht ist beendet. Ulldart konnte alle Bedrohungen bekämpfen und wendet sich letztlich einer friedlichen Zeit zu. Die Königreiche beschließen eine Verteidigungslinie um den Kontinent zu errichten. Kensustria soll aufgeteilt werden, nur die Fläche, an der sämtliche Leichen der Schlacht liegen, will keiner haben, also wird sie Lodrik zugesprochen, der im Namen der Vintera die Gefallenen beerdigt. Norina nimmt das Schicksal ihres Gemahls hin und freut sich auf den Moment, wenn er zu ihr zurückkehren kann. Estra und Tokaro können nun endlich zusammenleben, da Estra letztlich von ihrem Fluch geheilt ist.

## Hauptpersonen
Lodrik Bardri¢
Lodrik ist die Hauptfigur des Ulldart-Epos. Er entwickelt sich im Laufe der Handlung von einem noch in kindlichen Verhaltensweisen verhafteten Prinzen des Reiches Tarpol auf dem Kontinent Ulldart zum Herrscher dieses Reiches, der bemüht ist, streng aber gerecht zu handeln. Als Kabcar lässt er sich von seinem Berater Nesreca negativ beeinflussen. So verrät er seine einst engsten Vertrauten und stürzt sein von ihm geliebtes Volk unbedacht in einen verheerenden Krieg. Als er sich seiner Fehler bewusst wird, ist es zu spät, um das Blatt zu wenden, weil die Ereignisse bereits zu weit fortgeschritten sind. Lodrik ist mit Aljascha Radka Bardri¢ verheiratet und Vater ihrer Drillinge. Er hat eine Geliebte namens Norina Miklanowo und zeugt mit dieser einen weiteren Sohn, welcher den Namen Lorin erhält. Außerdem hat er einen Sohn mit einer Magd des Palastes, Tokaro Balasy. Insgesamt hat er fünf Kinder(Nach Zeugung: Lorin, Tokaro, Govan, Zvatochna, Krutor). Lodrik besitzt starke magische Fähigkeiten, wird aber dennoch später von seinem – dann erwachsenen – Sohn Govan (einem der Drillinge) ermordet. Dieser übernimmt die Herrschaft mit der Unterstützung bösartiger Mächte und hat das Ziel, die Welt zu erobern. Lodrik stirbt jedoch nicht vollständig, sondern kehrt als Nekromant zurück, um seinen Sohn daran zu hindern, das Böse in Form der "Dunklen Zeit" weiter zu verbreiten. Mit seiner Hilfe gelingt es schließlich den Kontinent von Nesreca und seinen Helfern zu befreien.
Im zweiten Zyklus, ist das Böse jedoch noch nicht gebannt und Lodrik muss sich auf die Jagd nach seiner bösartigen Tochter Zvatochna machen, die auch zur Nekromantin wurde und als Kabcara von Borasgotan mithilfe ihrer Seelen die Macht erneut an sich reißen will. Zum Schluss gelingt es ihm mit Hilfe von Vahidin, dem Sohn von Mortva Nesreca seine Tochter von der Welt zu bannen. Lodrik wird von Vintera wieder zum Menschen gemacht, dem jedoch keine physischen Schmerzen zugefügt werden können. Außerdem hat er nun die Macht über Leben und Tod. Als Hohepriester der Vintera soll er ihren Glauben auf Ulldart verbreiten.
Stoiko Gijuschka
Stoiko ist Diener und engster Vertrauter Lodriks. Er formt den jungen Mann zu einem "würdigen" Herrscher und berät ihn, bis er von Nesreca aus seinem Amt gedrängt und wegen angeblichen Verrates eingesperrt wird. In der "Verlorenen Hoffnung", dem größten Gefängnis in Tarpol, trifft er die Magie aufspürende Soscha. Er übernimmt die Vaterrolle für das Mädchen und bringt ihr fast alles bei, was ein Mädchen in ihrem Alter wissen muss. Es gelingt ihm nach 11 Jahren mit der Hilfe von Fiorell zusammen mit Soscha zu entkommen, woraufhin er sich der Opposition gegen Lodrik anschließt und sie im Kampf unterstützt, ohne dabei die Hoffnung zu verlieren, dass sein einstiger Schützling sich noch besinnen könne. Als er diesen schließlich nach seinem vermeintlichen Tode wieder trifft ist er überglücklich, dass Lodrik zu Besinnung gekommen ist und verzeiht ihm seine Fehler.
Im zweiten Zyklus wird er der Berater von Norina, die die neue Regentin von Tarpol wird. Später übernimmt er außerdem die Rolle des Kanzlers von Tarpol, als Norina nach Borasgotan geht, um dort für Ordnung zu sorgen. Er vertritt Norina auch bei großen Versammlungen.
Waljakov
Waljakov ist ein Nachfahre Sinureds, ein so genannter K'Tar Tur, gibt jedoch nichts auf seine Herkunft. Er floh einst von seinem Stamm und wurde Scharmützelkämpfer Tarpols, wo er auch den jungen Tadc Lodrik kennenlernte.
Waljakov ist mit Stoiko zunächst einer der besten Freunde Lodriks und sein Leibwächter, er lehrt ihn den Kampf. Später wird er Opfer der Intrigen um Lodrik und muss gemeinsam mit dessen Geliebter Norina fliehen, weil er von Lodriks Berater Nesreca verdächtigt wird, seinen Herrscher mit ihr betrogen zu haben. Auf dem Kontinent Kalisstron unterweist er später Lorin, Lodriks und Norinas Sohn, im Kampf so wie einst seinen Vater. Dann begleitet er ihn mit zurück nach Ulldart, um den Kontinent vor der Rückkehr der "Dunklen Zeit" zu bewahren.
Im zweiten Zyklus ist Waljakov Verteidigungsminister über Tarpol und hat mit seiner Frau Hantra einen Sohn, den er von Lodrik, dem Priester der Vintera, segnen lassen will.
Norina Miklanowo
Norina entstammt der Bevölkerungsgruppe der Brojaken und lernt Lodrik kennen, als dieser sich zu Ausbildungszwecken in der Provinz Granburg befindet. Ohne dass sie seinen Stand kennt, verliebt sich das Paar. Nachdem Lodrik zum Herrscher wird, holt er Norina als seine Geliebte und Beraterin zu sich in den Palast, obwohl er mit Aljascha vermählt ist. Als später sein Berater Nesreca Lodrik einredet, Norina sei mit dem Kind seines Leibwächters Waljakov schwanger, obgleich dies von Lodrik selbst stammt, muss Norina zusammen mit dem Leibwächter fliehen. Sie gebiert ihren Sohn mit Hilfe der Schicksalsseherin Fatja auf stürmischer See, wird jedoch schon bald von ihm getrennt. Auf dem Kontinent Kalisstron wird sie von Piraten als Sklavin verkauft und verliert ihr Gedächtnis. Sie erlangt dieses schließlich auf Ulldart wieder als sie Lodrik begegnet. Nach dem Krieg wird sie nur durch Vinteras Gnade wiederbelebt und wird von Lodrik zur neuen Kabcara Tarpols erklärt. Sie übernimmt nach der Flucht von Elenja (alias Zvatochna) auch die Rolle als Kabcara Borasgotans, wo sie vom Volk ebenfalls geliebt wird.
Aljascha Radka Bardri¢
Sie ist Lodriks hochmütige, aber wunderschöne Cousine. Als Vasruca (Baronin) der Baronie Kostromo verfügt sie über großen Reichtum, aber nicht viel Macht. Darum kommt es ihr sehr gelegen, dass Lodrik aus politischen Gründen und durch das Testament seines Vaters gezwungen ist, sie zu heiraten und somit zusätzlich zur Kabcara von Tarpol zu machen. Sie wird die Mutter der von Lodrik gezeugten Drillinge. Einige Jahre später hat sie eine Affäre mit Nesreca und bekommt im Exil in Granburg dessen Sohn Vahidin. Durch ihn hofft sie, wieder an die Macht zu gelangen, was ihr mithilfe der Tzulani auch gelingt. Kurz darauf wird sie jedoch von ihrer Tochter Zvatochna vergiftet und stirbt.
Torben Rudgass
Torben stammt vom Inselreich Rogogard und ist wie die dortige Bevölkerungsmehrheit Pirat; er nennt sich selbst "Freibeuter". Torben rettet dem jungen Lodrik das Leben und wird zu dessen Freund. Er befährt weiterhin als Pirat die Meere. Als Lodrik seine Macht zu missbrauchen beginnt, hilft Torben, den Leibwächter Waljakov und Lodriks Geliebte Norina nach Rogogard in Sicherheit zu bringen. Als sein Schiff auf dieser Reise versenkt wird, kann Torben von Varla, einer Freibeuterin anderer Herkunft, gerettet werden. Fortan kämpfen die beiden als Paar und versuchen, gegen Lodrik zu kämpfen. Später findet Torben Norina wieder und er kann auch die anderen Überlebenden erfolgreich nach Ulldart zurückbringen.
Im zweiten Zyklus jagt er zusammen mit dem Palestaner Sotinos Puaggi Zvatochna, um sich an ihr zu rächen, da diese seine Geliebte Varla tötete und als Marionette benutzte, um ihn zu quälen. Torben verliert seinen Lebenswillen und zieht sich auf Rogogard zurück, wo er am Ende des Zyklus jedoch wieder auf eine neue Reise in unbekannte Gewässer aufbricht.
Hetrál
Hetrál ist ein Meister der Fernwaffen aus Tûris. Er wird anfangs von Kolskoi angeheuert, um Lodrik zu töten, dieser aber wirbt ihn als Lehrer ab. Hetrál besitzt einen speziell auf ihn abgestimmten Bogen, er ist jedoch stumm und verständigt sich mit Zeichensprache. Später hält er mit einer von Perdórs aldoreelischen Klingen und einigen Soldaten die Festung Windtrutz, diese jedoch wird später von Govan zerstört und er wird unter den Trümmern begraben.
Durch ein Bündnis mit Vintera bleibt er jedoch am Leben und leitet die Schwarze Sichel, einen Bund von Mördern zu Ehren von Vintera, der die Herrscher in Ulldart bewacht und vor Machtübernahmen schützt. Am Ende des Zyklus muss sich die Schwarze Sichel zusammen mit Vinteras Bund gegen Hétrals Willen Lodrik als Hohepriester anschließen, um den Glauben der Göttin des Lebens und des Todes zu verbreiten.
Soscha
Soscha ist ein Mädchen, das in Ulsar gelebt hat. Sie hatte im Alter von 10 Jahren das Amulett von Lodrik an sich genommen, mit dessen Hilfe er die Modrak rufen konnte. Ihre besondere Fähigkeit liegt darin Magie zu sehen. Die Magie macht sich für sie in einer Art farbiger Aura um magisch begabte Personen oder magische Gegenstände sichtbar. Lodrik findet sein Amulett, das er verloren hatte, und sperrt die kleine Soscha in die "Verlorene Hoffnung" als Strafe für den Diebstahl, wo sie Stoiko begegnet. Der wird für sie wie ein Ziehvater und bringt ihr Lesen und Schreiben bei. Nach der Befreiung wird sie von König Perdór zu einer Wissenschaftlerin der Magie ernannt und sucht im ganzen Königreich nach magisch begabten Menschen. Sie findet einen Bergarbeiter und versucht ihn zu trainieren. Der wiederum gibt seine Magie absichtlich an Soscha weiter und stirbt danach. Soscha schafft es mit Hilfe von Lorin, Govan zu besiegen und verliert den Großteil ihrer Magie, behält jedoch ihre Fähigkeit, Magie zu sehen. Sie verabscheut Lodrik, da dieser ihr ihre Kindheit genommen hat.
Im zweiten Zyklus wird sie von der Nekromantin Zvatochna ermordet und zieht seitdem als Seele an Lodriks Seite, um der Nekromantin der Garaus zu machen. Sie schwört sich Lodrik danach auch zu vernichten, sieht jedoch von ihrer Rache ab und geht zurück nach Ilfaris, um die Magier an Perdórs Universität zu unterrichten.
Nerestro von Kuraschka
Nerestro ist ein Angor-Gläubiger und Ritter des Ordens der Hohen Schwerter. Nerestro und Belkala sind längere Zeit ein Paar und lieben sich auch noch nach ihrer unglücklichen Trennung. Nach der Auslöschung des Ordens durch Lodrik entsteht der Orden mit Nerestro als Großmeister neu, um die aldoreelischen Klingen zu hüten, bis Govan als neuer Kabcar sowohl den Orden als auch den Großmeister des Verrats beschuldigt und alle Mitglieder töten lässt. Nur der adoptierte Sohn Nerestros, Tokaro von Kuraschka, überlebt und schwört Rache.
Belkala
Sie ist eine kensustrianische Hohepriesterin des Gottes Lakastra. Wegen angeblichen Frevels gegen ihren Gott wurde sie aus Kensustria verstoßen. In Tarpol lernt sie Nerestro von Kuraschka kennen und ist für kurze Zeit seine Gefährtin. Nachdem Nerestro sie verstößt, geht sie nach Amtarra. Sie gibt der Stadt diesen Namen und behauptet, er bedeute in ihrer Sprache "Freundschaft", was sich in "Zeit des Neuen 1" als falsch herausstellt. Dort zieht sie auch ihre und Nerestros Tochter Estra auf.
Bruder Matuc
Matuc ist Mönch des Ulldrael, welcher der traditionelle Hauptgott Ulldarts ist. Matuc soll Lodrik wegen einer Prophezeiung töten, was ihm jedoch nicht gelingt. Später begegnet er der "Schicksalsseherin" Fatja und nimmt diese wie eine Tochter auf. Bald darauf muss er mit ihr und Lodriks Geliebter Norina sowie dessen Leibwächter Waljakov zum Kontinent Kalisstron fliehen. Dort erzieht er Lorin, den Sohn Lodriks und Norinas, gemeinsam mit Fatja auf. Er bringt den Glauben an Ulldrael, "den Gerechten", in jenes Land, in dem bisher ausschließlich die Bleiche Göttin Kalisstra verehrt wurde.
Er kehrt schließlich zurück nach Ulldart, um den wahren Glauben zurückzubringen.
Fatja
Fatja ist eine "Schicksalsseherin" aus dem Ulldart-Reich Borasgotan. Sie sieht das Schicksal Lodriks und des gesamten Kontinents voraus, dessen Zukunft Lodriks Sohn Lorin retten muss. Gemeinsam mit dem Mönch Matuc zieht sie Lorin auf dem Kontinent Kalisstron wie eine Schwester auf und heiratet dort den Geschichtenerzähler Anarvaten. Als die Zeit kommt, nach Ulldart zurückzukehren, tut sie dies, um bei der entscheidenden Schlacht zu helfen, geht danach jedoch wieder zurück nach Kalisstron, wo sie mit ihrem Mann Arnarvaten weiterhin lebt.
Perdór, König von Ilfaris
Perdór ist der Herrscher von Ilfaris. Er hat mehrere Spitzel in allen Ländern von Ulldart sitzen, die für ihn immer die neuesten Informationen zusammen tragen. Zusammen mit seinem Hofnarren Fiorell wertet er diese Informationen aus und wie er sie am besten einsetzen kann, um z. B. Intrigen zu spinnen oder den Kontinent vor Schaden zu bewahren. Da sein Hofnarr ihn manchmal mit seinen Späßen wütend macht, sagt er oft, eines Tages würd er ihn köpfen lassen. Da zu seinen Lieblingsköstlichkeiten vor allem Pralinen gehören, wird er von Fiorell oft auch „der Pralinige“ genannt.
Nach dem Krieg gegen Govans Armee, übernimmt er auf dem Kontinent vermittelnde Funktionen zwischen den Königreichen und kontrolliert mithilfe seiner Spionen den Frieden auf Ulldart. Bei Problemen und Gefahren wird er sofort informiert. Die Besatzung durch die Truppen der angorjanischen Kaisers macht ihm schwer zu schaffen, weil er "Schlossarrest" aufgelegt bekommt.
Fiorell
Fiorell ist Perdórs Vertrauter und Hofnarr, er hilft ihm, Informationen auszuwerten. Er ist sehr geschickt, z. B. kann er mit mehreren Dingen jonglieren oder mit einer Hand einen Handstand machen. Oft neckt er den König oder macht sich hinter seinem Rücken über ihn lustig und muss schließlich vor ihm wegrennen, um den drohenden Schlägen zu entgehen.
So sagt er z. B., als er als Botschafter nach Ulsar geschickt wird, zu Lodrik: "Mein Herr, seine Majestät Perdór der Pralinige, König von Ilfaris, Bezwinger unzähliger Leckereien und Schlemmereien, Torten, Kuchen und Konfekt, entbietet seinen ehrlichsten, aufrichtigsten Gruß."
Er hilft später Stoiko und Waljakov, indem er sich als Frau namens "Hulalia" verkleidet. Nach der Schlacht um Tamoreel hat sein Amt als Hofnarr aufgegeben und dient Perdór nur als Vertrauter, wobei er seine lustige Art keinesfalls verloren hat.
Pashtak
Pashtak ist eines der Sumpfwesen, welche von Tzulan geschaffen wurden. Er ist später einer der Vorsitzenden der Versammlung der Wahren in der verbotenen Stadt(später Ammtara).
Als Inquisitor löst er einige rätselhafte Morde und findet später eine der zwei mächtigsten aldoreelischen Klingen, die je erschaffen wurden, welche er später Tokaro gibt, um Sinured aufzuhalten. Seine Kleidung besteht aus einer Robe, die jedoch durch seine Nachforschungen immer in Mitleidenschaft gezogen wird, was seiner Frau Shui gar nicht gefällt.
Im zweiten Zyklus wird er zum Vorsitzenden der Versammlung der Wahren und kümmert sich besorgt um die Stadt, die in große Gefahr durch die Kensustrianer und dann durch die Nicti gerät.
Estra
Estra ist die Tochter Belkalas und Nerestros. Sie wächst bei Belkala auf und wohnt später bei Pashtak´s Familie. Pashtak wird später zum Anführer der Stadt gewählt und übergibt ihr sein Amt als Inquisitor. Später reist sie zusammen mit Tokaro und Pashtak nach Kensustria, um die Priesterkaste davon abzuhalten, Ammtara zu vernichten. Dort trifft sie auf ihre Tante und soll auf einen Befehl der Götter hierbleiben, wird jedoch von Tokaro entführt. Es stellt sich heraus, dass die Kensustrianer sie umbringen wollen und die Nicti sie als Heilige verehren und als Königin mit auf ihren Kontinent nehmen wollen. Als Gán, ein Sumpfwesen und Anhänger Angors, die Hälfte ihres Amuletts klaut und nach Kalisstron verschwindet, folgt sie ihm und söhnt sich zwar einerseits mit Tokaro aus, flieht jedoch kurz darauf, als das gleiche bösartige Wesen in ihr erwacht, das einst ihre Mutter vernichtete. Am Ende des Zyklus gelingt es Lodrik die bösartige Hälfte in ihr zu vernichten, die von Zvatochna beherrscht wurde, und sie kann ein glückliches Leben mit Tokaro führen.

## Lodriks Kinder
Lorin Seskahin Bardri¢
Lorin ist der Sohn des Herrschers Lodrik und dessen Geliebter Norina. Er wächst auf dem Kontinent Kalisstron auf, fern von seinem Geburtsort Ulldart. Aufgezogen von dem Mönch Matuc und Fatja, im Umgang mit Waffen gelehrt von dem ehemaligen Leibwächter Waljakov, wächst er zum jungen Mann heran. Trotz Matucs Erziehung fühlt er sich zu keiner Religion besonders hingezogen, betet jedoch zu mehreren Gottheiten. Als ihm offenbart wird, dass es sein Schicksal sei, seine Heimat Ulldart zu retten, sieht er zunächst keinen Grund, einen Kontinent zu retten, dem er sich nie verbunden fühlte, zumal er glücklich mit seiner Geliebten Jarevrån auf Kalisstron lebt. Doch als die "Dunkle Zeit" auch auf Kalisstron Einfluss zu nehmen droht, macht er sich mit seinen Freunden auf den Weg, um seinem Halbbruder Govan Einhalt zu gebieten.
Im zweiten Zyklus kommt er nach Ulldart, um Tokaro zu Hilfe zu holen, als die bösartigen Qwor, riesige Raubtiere, ihr Unwesen auf Kalisstron treiben. Als er zurückkommt, ist seine Stadt vernichtet und alle Bewohner geflohen. Nachdem die Qwor besiegt sind, findet er seine Freunde wieder und bleibt als Bürgermeister auf Kalisstron, um die Stadt neu aufzubauen.
Tokaro (Balasy) von Kuraschka
Tokaro ist der uneheliche Sohn von Lodrik Bardri¢ und Dorja Balasy, einer Magd am Hofe des Kabcar. In einer Phase des Herrschers, als dieser sich durch den halben Palast schlief, entstand der zukünftige Rennreiter des Kabcar, dessen Vater unbekannt ist. Von Nesreca und Zvatochna des Diebstahls beschuldigt, wird er gebrandmarkt und als Räuber von Nerestro von Kuraschka angeblich getötet, doch eigentlich nimmt sich der Großmeister der Hohen Schwerter dem Jungen an, macht ihn zu seinem Knappen und schließlich sogar zu seinem Sohn. Vor seinem Tode, vermacht ihm Nerestro die letzte aldoreelische Klinge und in der entscheidenden Schlacht um das Schicksal Ulldarts führt er diese gemeinsam mit Lorin gegen den Feind und Halbbruder Govan.
Im zweiten Zyklus begleitet er seine Geliebte Estra, die Tochter von Nerestro und Belkala. Er will sie beschützen, doch kommt er in einen Konflikt mit sich selbst, als das Monster in Estra erwacht. Er schwört ihr jedoch, sie nie aufzugeben, egal was passiert und so gelingt es ihm am Ende mit der Hilfe seines Vaters Estra zu retten und das Monster in ihr zu vernichten. Aus Kalisstron nimmt er sich zwei Qwor mit, die er zähmt und abrichtet und er ist es auch, der am Ende Vahidin tötet.
Govan
Govan ist einer der Drillinge des Herrschers Lodrik und wie sein Vater geübt in der Magie. Bis auf seine äußere Erscheinung hat er jedoch nichts mit ihm gemeinsam, er liebt es, seine Magie gezielt zum Zerstören einzusetzen. Er ermordet Lodrik später heimtückisch, als dieser versucht, Sinured und Nesreca zu vernichten, absorbiert fast seine komplette Magie und wird Herrscher über den ganzen Kontinent Ulldart. Seinem Ziel, der Herrschaft und Verbreitung der "Dunklen Zeit" über die ganze Welt, steht danach nur noch sein Halbbruder Lorin im Wege. Machthungrig will Govan schließlich sogar zum Gott werden. Er stibitzt eine aldoreelische Klinge aus Mortas Sammlung und tötet damit Paktaï und Hemeròc. Er liebt seine Schwester Zvatochna und will sie auch später heiraten. Seinem anfänglichen Mentor Nesreca gelingt es nicht, ihn zu mäßigen. Von Größenwahn getrieben fällt der unrechtmäßige Kabcar Tarpols schließlich in der letzten Schlacht. Als er von Soscha und Lorin die Magie absorbieren will, kämpft seine erzwungene Magie gegen die von Lorin und er wird in einem Glassarkophag eingeschlossen.
Einige Tzulani entführen diesen später, befreien die Klinge und werfen ihn in einen Fluss. Lodrik findet den Glassarkophag später und sieht, dass sein Sohn überlebt hat. Er erzählt Lodrik von dem Monster, das unter der Kathedrale in Ulsar haust und bittet ihn, ihm aus den Glasgefängnis zu befreien, aus dem er selber nicht flüchten kann. Er versucht, Lodrik die Magie zu entziehen, bekommt daraufhin jedoch seine eigene entzogen, seine Seele wird anschließend von Lodrik vernichtet.
Zvatochna
Die jüngere Drillingsschwester von Govan. Sie ist ebenfalls magiebegabt. Zudem ist sie noch überirdisch schön und schlägt damit alle Männer in den Bann, was ihr das Intrigieren gegen ihren Bruder erleichtert. Außerdem ist sie bei weitem die intelligenteste der Drillinge, weshalb sie zur Strategin für sämtliche Schlachten wird. Sie kann, genau wie ihre Mutter Aljascha ihren umliegenden Menschen gut etwas vorspielen, so täuscht sie z. B. Nesreca und Govan, als dieser Lodrik tötete vor, dass sein Tod ihr sehr nahe ging, bevor sie lachend fragte, ob sie jetzt wirklich darauf hereingefallen sind.
Nachdem ihr Bruder Govan den Krieg verloren hatte, fand sie Lodriks Schwert, welches dieser vor kurzem verloren hatte. Sie nahm es, wurde jedoch gleich von den Seelen, die darin wohnen getötet und ersteht als Nekromantin wieder.
Im zweiten Zyklus treibt sie als Elenja, Kabcara von Borasgotan getarnt, ihr Unwesen und tötet etliche Menschen, um sich ein Heer aus Seelen zu erschaffen, mit dem sie Ulldart an sich reißen will. Sie tötet ihre Mutter Aljascha und flieht. Als sie jedoch nicht mehr alle Seelen mit ihrem Blut bezahlen kann, stirbt sie und bleibt als Seele auf Ulldart. Sie erfasst Besitz von Estras Körper und befehligt die Nictis im Krieg gegen das Geeinte Heer. Schließlich verjagt ihr Vater sie aus Estras Körper und Vahidin vernichtet sie aus Rache.
Krutor
Er ist der jüngste der Drillinge. Er ist zwar ein Krüppel und geistig etwas "zurückgeblieben", verfügt aber über einen enormen Wuchs und ebenso enorme Kräfte. Im Gegensatz zu seinen Geschwistern Govan und Zvatochna liebt er seinen Vater Lodrik abgöttisch und ist der einzige der drei, der ein gutes Herz hat. Deshalb stellt er sich in der letzten und entscheidenden Schlacht bei Taromeel gegen seine Geschwister.
Nach der Schlacht steht er Norina als Herrscherin zur Seite und packt wie immer an, wo er nur kann. Er ist beim Volk überaus beliebt und macht sich große Sorgen um seinen Vater, der sich als Nekromant immer mehr zurückzieht.

## Tzulans Diener
Mortva Nesreca
Mortva Nesreca erschleicht sich als Berater das Vertrauen des Herrschers Lodrik und dessen Frau Aljascha und intrigiert gegen Lodriks frühere Vertraute. Er hilft Lodrik und später Govan, mit Magie umzugehen. Später hilft er dessen Sohn und Mörder Govan, dem bösartigen Gebrannten Gott Tzulan den Weg auf die Erde zu ermöglichen und damit die Herrschaft der "Dunklen Zeit" zu besiegeln. Es stellt sich heraus, dass er einer der von Tzulan geschaffenen Zweiten Götter mit dem Namen Ischozar ist. Ihm stehen als Helfer die zweiten Götter Hemeròc und Paktaï zur Seite. Schließlich wird Govan seinem ehemaligen Mentor jedoch überlegen, so dass dieser ihn zu fürchten beginnt. Deshalb konzentriert Nesreca seine Intrigen später auf Govans Schwester Zvatochna, was ihm jedoch nichts hilft, da er in der letzten Schlacht von Lodrik, gegen dessen Nekromantie er hilflos ist, getötet wird.
Hemeròc
Hemeròc ist ein Untergebener von Mortva Nesreca, von dem er viele Aufträge bekommt.
Er ist wie sein Herr einer der zweiten Götter, und keine Waffe kann ihn verletzen, außer den aldoreelischen Klingen. Nerestro merkt dies in einem Kampf mit ihm, in dem er beinahe stirbt. Im letzten Band des ersten Zyklus bekommt Hemeròc den Auftrag die aldoreelische Klinge Govan zu bringen, er tötet Nerestro, schafft es aber nicht, die aldoreelische Klinge zu beschaffen, woraufhin er von Govan während eines harten Kampfes getötet und seine Energie absorbiert wird.
Paktaï
Paktaï ist eine Untergebene von Mortva Nesreca, die ebenso wie ihr Bruder Hemeròc eine zweite Göttin ist. Nachdem Hemeròc versagt, bekommt sie von Nesreca viele Aufträge. Auf der Grazie trifft sie auf unter anderem auf Waljakov und Torben. Waljakov kämpft mit ihr, doch unterliegt ihren Kampfkünsten. Als sie Waljakov den Todesstoß geben will, nagelt Torben Rudgass sie mithilfe einer Speerschleuder an einem Mast fest, wo sie zusammen mit der Grazie in den Fluten versinkt. Sie taucht jedoch Jahre später überraschend wieder bei Mortva Nesreca auf. Govan tötet sie später mit einer aldoreelischen Klinge und absorbiert ihre Energie.
Sinured, das Tier
Sinured ist ein legendärer Kriegsfürst und treuer Diener Tzulans, der vor über 400 Jahren die Dunkle Zeit brachte und schließlich versenkt wurde. Durch Tzulans Macht wurde er ein riesiger Kämpfer. Er ist dreimal so groß wie ein normaler Mensch, er trägt eine riesige Rüstung, benutzt eine riesige Deichsel und einen Schild, der so groß wie ein Mühlstein ist, sein Körper ist komplett schwarz, nur seine Haare sind weiß. Er kehrt im Jahre 444 n. S. (siehe Zeitrechnung) zurück, um seinem Gott ein weiteres Mal zu dienen. Er kann schließlich bei der Schlacht von Tammarel getötet werden, bevor die Dunkle Zeit wieder komplett hereinbricht.
Osbin Leod Varèsz
Osbin Leod Varèsz ist Sinureds Stratege und übernimmt für ihn den größten Teil der Kopfarbeit. Er kämpft mit einem Zweihänder. Später, bei der Schlacht in Windtrutz, wird er, kurz nachdem er Hetrál seine aldoreelische Klinge abnahm von Nerestro geköpft.
Vahidin
Vahidin ist der Sohn von Mortva Nesreca und Aljascha Radka Bardri¢ und somit sowohl ein Bardri¢ als auch ein Nachkomme eines Zweiten Gottes. Er ähnelt seinem Vater sehr, sowohl im Aussehen mit seinen silbernen Haaren und magentafarbenen dreischlitzigen Augen, als auch von der Art die durch und durch bösartig und skrupellos ist. Aljascha zieht ihn alleine in Granburg im Exil auf und erzieht ihn zu Bosheit und sichert sich gleichzeitig mit ihm ihre Rückkehr nach Kostromo, da die auf Ulldart übrig gebliebenen Tzulani ihn als ihren "Silbergott" sehen und sich mit ihr verbünden.
Als seine Mutter von seiner Halbschwester Zvatochna getötet wird, kann Vahidin mithilfe der Modrak fliehen, die nun ihm dienen, und schwört seiner Schwester Rache. Er lernt eine Jengorianerin kennen, die mit der Geisterwelt Kontakt aufnehmen kann und da er Zvatochna nur auf dieser Ebene schaden kann nutzt er die Jengorianerin aus, indem sie ihm ihre Fähigkeiten lehrt. Vahidin lässt außerdem aus den von seinem Vater eingeschmolzenen aldoreelischen Klingen neue mächtige Waffen schmieden und schwängert viele verschiedenen Frauen, um sich mit seinen Nachkommen ein Heer von unbesiegbaren Bestien zu sichern. Seine Kinder werden jedoch von Lodrik alle getötet und auch Vahidin stirbt bei diesem Anschlag fast, doch Lodrik heilt ihn mit seiner neuen Gabe und will ihn benutzen, um Zvatochnas Seele ein für alle Mal auszulöschen. Als Vahidin abtrünnig wird, tötet ihn schließlich Tokaro von Kuraschka mit seiner aldoreelischen Klinge und lässt ihn von seinen gezähmten Qwors fressen.

## Die Kontinente

### Kalisstron
Westlich des Kontinents Ulldart befindet sich der Kontinent Kalisstron, der der Legende nach von der Bleichen Göttin Kalisstra, erschaffen wurde.
Die Kalisstronen verehren die Göttin Kalisstra. Pelz- und Fischereibetriebe sind auf dem kalten Kontinent am verbreitetsten. Standesunterschiede sind dem Kontinent fremd. Er ist in Gebiete eingeteilt, die zu einer Stadt gehören, von der aus ein Bürgermeister, meist ein Cerêler, für Recht und Ordnung sorgt. Kalisstra gilt als die Patronin der heilende Magie beherrschenden Wesen. Ihre Gabe wird jedem zur Verfügung gestellt, der sie benötigt. Ebenfalls hochgestellt sind auf Kalisstron die Geschichtenerzähler, vor allem in den kalten Wintermonaten. Die Verteidigung der Städte übernimmt die jeweilige Miliz, die durch Steuern finanziert wird. Feinde der Kalisstronen sind aufgrund geschichtlichen Gegebenheiten die Rogogarder, wobei die freien Städte der Ostküste auch mit den eigenen Piraten, den Lijoki, verfeindet sind.
Es gibt zwei Besonderheiten der Kalisstri. Sie lehnen Alkohol grundsätzlich ab, stattdessen haben sie ihr Getränk aus Kräutersud, Njoss genannt, welches ähnlich berauschend wirkt. Außerdem sind lautes Lachen und Schreien ungern gehört und man verhält sich generell sehr höflich, vor allem den Älteren gegenüber.
Ausnahme ist das einmal jährlich stattfindende Fest zu Ehren der Bleichen Göttin, bei dem ausgelassen gefeiert wird, ohne Rücksicht auf die Etikette.

### Angor
Der Nachbarkontinent im Süden ist nach dem Gott des Krieges, des Kampfes, der Jagd und der Ehrenhaftigkeit benannt. Über das heiße Land im Süden ist recht wenig bekannt, da ulldartische Kaufleute bis jetzt nur die nördlichen Gebiete des Kontinents kennen. Man weiß jedenfalls, dass es auf dem Kontinent unmenschlich heiß ist.
Die Hauptbevölkerung des Reiches besteht aus den meist hellbraun bis schwarzfarbigen Angorjanern. Regiert wird das Kaiserreich, das fast doppelt so groß ist wie Ulldart, vom Kaiser Ibassi Che Nars’anamm. Seine 34 Söhne verwalten das riesige Reich in seinem Namen, und über den Thronfolger nach dem Tode des schon alten Kaisers herrscht Unsicherheit. Der drittälteste Sohn des Kaisers, Lubshá Nars’anamm, ist seit seiner Kindheit mit der Regentin des südlichen Königreichs Tersion auf dem Kontinent Ulldart, Alana II. vermählt. Deshalb erhält Tersion bei Gefahr stets Unterstützung durch jenen reichen und kampfstarken Kontinent der Krieger.

### Sena & Tzulandrien
Die Göttergeschwister Senera und Tzulan mussten sich einen Kontinent bei der Erschaffung teilen. Als dieser Kontinent bei einem Streit der beiden durch den heißblütigen Tzulan entzweigerissen wurde, arbeitete jeder an seinem eigenen Teil weiter: Senera nannte ihren Kontinent Sena, Tzulan seinen Tzulandrien. Über diese beiden Kontinente ist noch weniger bekannt als über Angor, da sie beide fern dem Kontinent Ulldart liegen, um den sich das Epos hauptsächlich dreht. Über die Bevölkerung Senas weiß man nur, dass sie die Erschafferin ihrer Welt Senera verehrt. Ihr zu Ehren wurden Künstlerverbindungen, Freudenhäuser, Diebes- und Händlergilden gebildet, da sie als Göttin der Liebe, aber auch der Kunst, des Ehrgeizes, des Erfolges und des Aufstrebens gilt, die nicht immer zur Ehrlichkeit neigt. Tzulandrien ist mit etlichen bösen Wesen seines Erschaffers durchzogen, der statt friedliebender Menschen fast nur Monster und Bestien schuf. Seine Anhänger, die Tzulandrier, beherrschen den Kontinent. Dort entstanden auch die dunklen Zweiten Götter Hemeròc, Paktaï, Ischozar, Kantrill, Nedror und Jebarro.

### Vinteras Inseln
Vintera, die Göttin des Todes, bekam keinen Kontinent zugeordnet und schloss sich auch keinem ihrer Göttergeschwister an, also befasste sie sich mit den zahlreichen Inseln der Welt, die sie formte, denen sie Leben gab und auf denen sie von ihren Geschöpfen verehrt wird.

## Reiche auf Ulldart

### Die großen Reiche
Tarpol
Tarpol ist eines der größten Reiche Ulldarts. Es ist in neun Distrikte unterteilt, die jeweils nach ihren Hauptstädten benannt sind. Es gibt die Provinzen Ulsar, Juron, Granburg, Karet, Berfor, Worlac, Restyr, Sora und Ker die von den jeweiligen Gouverneuren geleitet werden. Der Kabcar setzt die Gouverneure ein, die für Rechtsprechung, Polizei und Steuern in ihrer Provinz zuständig sind. Außerdem stehen sie über den Landadligen, da sie als königliche Stellvertreter gelten. Die einst eher unwichtigen Großbauern konnten im Laufe der Jahrhunderte ihre Macht immer weiter ausbauen, was hauptsächlich durch die Schulden zahlreicher schwacher Kabcare möglich war. Sie zählen mittlerweile als wichtiger Faktor in der Politik Tarpols, obwohl sie seit dem Jahre 307 n. S. ihre Macht nicht weiter ausdehnen konnten. Die Kabcare herrschen aus der Hauptstadt Ulsar heraus. Einen Tarpoler erkennt man meist an den langen Haaren, die als Statussymbol gelten. Unfreie tragen als Symbol ihres niederen Standes kurzes Haar.
Borasgotan
Borasgotan ist weit schlechter organisiert als das Nachbarreich Tarpol, stützt sich jedoch auf ein ähnliches Ständesystem, dem auch ein Kabcar vorsteht. Statthalter versuchen die Gebiete zu kontrollieren, was jedoch sehr schwer ist, da das große Reich von Sumpfgebieten und dichten Wäldern durchzogen ist. Die vier großen Sumpfgebiete machen das Leben in Borasgotan sehr schwer, weswegen es nur dünn besiedelt ist. Die Kälte gibt ihren Teil dazu. In den großen Nadelwäldern des Südens ist das Volk der Jengorianer beheimatet, die nicht dem Kabcar unterstehen. Der Süden des Reiches beherbergt die wildesten Sumpfmonster des Reiches, gleichzeitig jedoch auch die größten Schätze.
Der Kabcar Arrulskhán IV. war als Wahnsinniger bekannt, der, gab es kein Wild zum Jagen, seine Untertanen in Kostüme steckte, um Jagd auf sie zu machen.
Aldoreel
Aldoreel ist ebenfalls ein großes Reich und zentral gelegen. Bekannt ist es für seine reichen Kornkammern, seinen Wildreichtum, seinen Honig und sein Bier. So ist Aldoreel ein ziemlich wohlhabendes Land, in dem der Adel nur über eine Polizeifunktion verfügt und in dem ein gelockertes Ständesystem herrscht. Seit die Sumpfbestien im Jahre 271 n. S. nach einer Feuersbrunst den Dörflern beim Löschen halfen, herrscht ein Waffenstillstandsabkommen zwischen Menschen und Bestien. Damit ist Aldoreel das einzige Land, das friedlich mit den Wesen Tzulans lebt. Hiermit steht es im Gegensatz zum Nachbarreich Tûris, welches den Wesen besonders feindlich gesinnt ist.
Hustraban
Serusien

### Die Seefahrer-Reiche
Palestan
Das südliche Palestan ist vor allem gekennzeichnet durch den Seehandel, da sich der Krämerstaat auf seine genauen Seekarten und robusten Ein- und Zweimaster, vor allem jedoch auf das Seehandelsmonopol stützt, welches das Reich sich mit Agarsien teilt. Obwohl es vom Namen her ein Königreich ist, steht der Kaufmannsrat an der Spitze des Landes und der König dient nur repräsentativ. Die Bevölkerung genießt große Freiheiten. Das Volk der Palestaner ist bekannt für seine Leidenschaft, zu Täuschen, zu Bluffen und zu Feilschen, vor allem bei Verhandlungen. Seit ewigen Zeiten stehen die Händler mit den zähen Rogogardenern auf Kriegsfuß und haben sehr unter den Überfällen der Freibeuter zu leiden. Agarsien gegenüber zeigen sie ebenfalls eine gewisse Feindschaft. Palestaner sind auch für ihren großen Hang zu Prunk und Protz bekannt.
Agarsien
Das ebenfalls südlich liegende Reich Agarsien stützt sich wie der Gegenspieler Palestan hauptsächlich auf den Seehandel. Den Nachteil ihrer schlechteren Karten machen die Agarsiener durch ein ausgeklügeltes Navigationssystem wett, mit dem sie sogar nachts navigieren können. Am Kopf des Staates steht ebenfalls ein König mit nur repräsentativen Aufgaben, er wird Jahr für Jahr aus der Kaufmannsversammlung gestellt, die aus 400 Mitgliedern der Kaufmannsgilde besteht und über Gesetze und anderes entscheidet, hat jedoch keinerlei königliche Rechte. Der Adel hat nur schützende Aufgaben und kaum Privilegien. Er muss sich zum Beispiel um die Kontrolle der relativ zahmen Sumpfbestien kümmern.
Rogogard
Das Inselreich Rogogard im Nordwesten des Kontinents besteht aus vielen einzelnen Inseln. Jeder versorgt sich selbst, Stände sind unbekannt, so genannte Hetmänner sorgen für Ordnung. Hauptsächlich besteht das Reich aus Freibeutern, welche vor allem die verhassten Palestaner überfallen. In der Vergangenheit gab es auch Auseinandersetzungen mit Kalisstron. Die Inselfestungen gelten als uneinnehmbar.

### Der südliche Staatenbund
Tersion
In Tersion herrscht immer noch eine strenge Monarchie, die Regentin beherrscht das Land und kontrolliert alle Minen, Handelsverträge und -abkommen. Tersion hat gegenüber den Ontarianern, Agarsien und Palestan das Handelsmonopol auf alle Bodenschätze gesichert, für die Erteilung einer Handelslizenz werden hohe Summen verlangt. Tersion ist das einzige Reich Ulldarts, in dem noch Sklaven gehalten werden. Diese arbeiten unter Aufsicht der Adligen zum Nutzen der Regentin in den Minen. Dank der reichhaltigen Bodenschätze gilt Tersion als das wohlhabendste der Länder Ulldarts, allerdings besitzt das Reich fast kein Ackerland. Auf Grund des Reichtums muss die Bevölkerung nur geringe Steuern zahlen. Die Regentin pflegt diplomatische Kontakte zum Nachbarkontinent Angor. Die Verteidigung wird durch eine Kriegsflotte Angors und ein Söldnerheer gestellt, welches von 20 K'Tar Tur geführt wird.
Ilfaris
Ilfaris ist vor allem für zwei Dinge bekannt: Die überall geschätzte hervorragende Küche und die perfekt ausgeklügelte Spionage. Das Königshaus weiß die gute Küche meist sehr zu genießen. Die Spionage hat in den Ilfariten ihren Meister gefunden. Ein Zehntel der Bevölkerung sollen Spione sein, die auf dem ganzen Kontinent sitzen und Informationen für den König zusammentragen, sodass dieser immer als Erster von allem informiert ist. Nicht selten wurde Ilfaris benutzt, um geheime Verträge abzuschließen, Verhandlungen zu führen oder Intrigen zu spinnen. In Ilfaris wird sogar die Schulung der höfischen Spionage und des Ränkespiels angeboten. Es herrscht ein lockeres Ständesystem und ein Reisekönigtum, das unter anderem sicherstellt, dass die Könige eine abwechslungsreiche Speisenfolge serviert bekommen. Die Könige residieren dabei in den zahlreichen Lustschlössern des Landes, die die Adligen gegen Steuern errichten dürfen. Sumpfloses Gebiet erlaubt den Ilfariten ein unbekümmertes Leben, so dass das Reich auch den Ruf des friedfertigsten Volkes erhielt.
Kensustria
Kensustrias Bevölkerung besteht nicht aus Ureinwohnern Ulldarts, sondern kam erst im Jahre 66 n. S. auf den Kontinent, woher ist unbekannt. Sie legten das sumpfdurchzogene Gebiet trocken und erbauten schon bald ihre wundervollen Städte dort. Die Sumpfkreaturen wurden vor die Wahl gestellt, entweder friedfertig dort zu leben, oder sie wurden getötet. Die Verbindung zu einem anderen Kontinent ist offenbar, vor allem durch die aus fünf Galeeren bestehende Kriegsflotte der Kensustrianer. Als die Schwarze Flotte bekannt, segelt die Armada alle fünf Jahre nach Ulldart und verteidigt dabei durch unbekannte fortgeschrittene Waffen ihr Seefahrtsrecht gegenüber Agarsien und Palestan.
Die Bevölkerung ist in drei Kasten unterteilt: Krieger, Geistliche, Gelehrte und Handwerker und Bauern. Zur Zeit der Romanhandlung stehen die Krieger an der Spitze. Kensustrianer haben kantige Gesichtszüge, beige-sandfarbene Haut, goldene Augen, äußerst scharfe Zähne und dunkelgrüne Haare, die je nach Kaste verschieden lang sind. In den nördlichen Reichen des Kontinents werden die Kensustrianer als Vampire gesehen und von vielen gefürchtet. Die vielseitigen Erfindungen des Landes sind dem Rest des Kontinents gänzlich unbekannt. Durch geschickte Schmiede, Erfinder und Ingenieure besitzen die Grünhaare die besten Kriegsgeräte, Baumaschinen und andere technische Entwicklungen. Auch in den Wissenschaften, wie Mathematik und Astronomie, sind sie weit vorausgeschritten.

### Die kleineren Reiche
Rundopâl
Rundopâl ist eines der kleineren Reiche Ulldarts im Nordwesten des Kontinents, wo es direkt an fischreichen Meeresströmungen liegt. Deshalb liegen vor allem auf den vorgelagerten Inseln des Reiches die größten Fischverarbeitungsgegenden Ulldarts. Vom König regiert, besitzt das Reich ein Ständesystem wie der Nachbar Tarpol.
Tûris
Auch Tûris ist wie Rundopâl ein kleines Land, bedeckt sowohl mit Ackerland, als auch mit großen Sumpfgebieten voller Sumpfbestien. Auf diese Wesen sind vom König Kopfprämien ausgesetzt. Um die "Verbotene Stadt", dem ehemaligen Herrschaftssitz Sinureds, haben sich dichte Moore gebildet und das Betreten der Stadt ist untersagt. Die Feindschaft gegenüber den Wesen Tzulans wird offen gezeigt, und auch den Nachfahren Sinureds, den K'Tar Tur, wird Misstrauen entgegengebracht.
Das Reich hieß einst Barkis. Die Verbotene Stadt wurde unter Sinureds Herrschaft Sinurestan genannt. Nun ist das Land nach dem Rogogardener Tûris benannt, der das Tier auf den Meeresgrund schickte. Die Verbotene Stadt bekommt später den Namen Ammtára.
Paradoxerweise sind die Wesen Tzulans mehr an einem friedlichen Zusammenleben als an der Rückkehr der dunklen Zeit interessiert. Nachdem Lodrik ein Jagdverbot und eine Gleichberechtigung erwirkt hat, versuchen sie alles, um als rechtmäßige Bürger Ulldarts anerkannt zu werden.

## Kultur

### Zeitrechnung
Die Zeitrechnung auf Ulldart läuft von dem Jahr aus, in dem Sinured das Tier fiel. Im Jahre 0 n.S. (=nach Sinured) versenkte der rogogardische Freibeuter Tûris das Monster des Gebrannten Gottes; Tzulans Armee ging unter, als Ulldrael der Gerechte seinem Volk zu Hilfe eilte. Seitdem zählt man die Jahre der friedlichen Zeit, die der so genannten Dunklen Zeit unter Sinured folgte.
Die Prophezeiung
Eine Prophezeiung besagt: Immer dann, wenn drei Zahlen in der Reihenfolge der Jahreszählung gleich sind, ist die Gefahr, dass das Unheil wieder nach Ulldart kommt, am größten. Als die Jahre 111, 222 und 333 n.S. nahten, wurde auf dem gesamten Kontinent gebetet, und die Dunkle Zeit bekam keine Gelegenheit, zurückzukehren. Die Menschen gingen wieder ihren Gewohnheiten nach; es wurden Kriege geführt, Königreiche und Kaiserreiche bildeten sich und fielen wieder, doch nie war das Böse stark genug, zurückzukehren. Als schließlich auch die Gebete an Ulldrael nur noch aus Gewohnheit und immer unregelmäßiger kamen, bahnte sich das Böse wieder an und Ulldrael der Gerechte schickte im Jahre 436 n.S. durch einen Visionär in einem Kloster eine weitere Prophezeiung, die jedoch von Tzulan-Gläubigen verstümmelt wurde. Sie handelte vom jungen Tadc, seinem Tod und der Dunklen Zeit. Zwei verschiedene Deutungen der Prophezeiung kamen in Umlauf: 1."Der Tadc muss sterben, damit die Dunkle Zeit vor der Rückkehr bewahrt werden kann." und "Der Tadc darf nicht sterben, sonst wird die Dunkle Zeit zurückkehren." Letztere war die verbreitetste und so wurde der Tadc Lodrik Bardri¢ gehütet und vor Unheil bewahrt.
Der Roman beginnt, während das Jahr 444 n.S. immer näher rückt.
Später stellt sich im Handlungsverlauf heraus, dass irgendwann im Jahre 301 ein Rechenfehler in der Zeitzählung begangen wurde, und so wurde das Jahr 443 n.S., welches eigentlich schon das Jahr der Entscheidungen – also 444 – war, überschlafen.

### Mythologie

#### Götterfamilie der Taralea
Taralea
Taralea ist die Göttermutter aller Götter. Sie schuf die bekannte Welt und sechs Götter. Tzulan wurde dabei zu lange ins Feuer gehalten und entstellt, während Kalisstra zu wenig abbekam und blass blieb. Zu Ehren ihrer Mutter sollten sie die Welt gestalten. Jeder bekam einen Kontinent, Tzulan und Senera teilten sich einen und Vintera begnügte sich mit den vielen großen Inseln. Streit brach zwischen den Geschwistern aus, allen voran der zornige Tzulan, der die Schöpfungen seiner Geschwister angriff und die anderen Kontinente unter seine Herrschaft bringen wollte. Taralea kämpfte schließlich mit ihrem Sohn, tötete ihn und stellte seine Augen als Gestirne ins Firmament. Taralea kann in allen erdenklichen Formen und Gestalten erscheinen und wird ebenso von allen Wesen der Welt angebetet als höchste der Götter.
Ulldrael der Gerechte
Ulldrael ist der traditionelle Gott Ulldarts und tritt eher schlicht auf, zum Beispiel als Wanderer. Er steht für das reife Korn und ist zuständig für theoretisches Wissen, wie Mathematik, Lesen und Schreiben. Seine Anhänger sollen Schwächeren gegenüber Gewalt verhindern und ununterbrochen beten. Im Kampf gegen seinen Bruder Tzulan kämpfte er einst gemeinsam mit seinen Anhängern auf Ulldart, um sie vor dem Tyrannen zu bewahren. Seitdem mischte er sich nur durch eine einzige Prophezeiung in das Geschehen auf der Welt ein, so wie es mit den anderen Göttern abgemacht war. Auf Ulldart bildete sich der so genannte Ulldrael-Orden, der von einem Geheimen Rat geleitet wird. Der Orden mischt sich oft in die Politik ein, da er Ulldrael auf dem Kontinent vertritt.
Tzulan der Gebrannte
Tzulan wurde bei seiner Schaffung von Taralea zu lange ins Feuer gehalten und ist dadurch entstellt. Dem Feuer verdankt er auch sein feuriges und gieriges Temperament. Er ist heuchlerisch und sadistisch, für ihn zählt einzig und allein Stärke. Tzulan steht für das durch und durch Böse, für die Zerstörung und für das Streben nach unendlicher Macht. Er verlangt Menschenopfer und Grausamkeiten.
Seine Anhänger, die Tzulandrier, die hauptsächlich von seinem Kontinent Tzulandrien stammen, den er einst mit Senera teilte, sind meist rücksichtslos. Außerdem verfügt er auch über einige in Ulldart geborene Anhänger, welche Tzulani genannt werden. Im Krieg gegen seine Geschwister schuf er die Sumpfbestien, die angeführt von Sinured, Tzulans treuem Kriegsfürsten, gegen die Menschen Ulldarts kämpften.
Seitdem ist seine Religion nur noch auf Tzulandrien erlaubt und seine Wesen werden überall verfolgt und gehasst. Von seiner Mutter getötet, stehen seine beiden Augen Arkas und Tulm am Firmament und starren verhasst auf die Menschen herab, um eines Tages zurückzukehren und alles zu zerstören.
Die Zweiten Götter
Im Krieg gegen seine Göttergeschwister schuf Tzulan 6 grässliche Götter, die so genannten Zweiten Götter. Ihre Namen sind Ischozar, Paktaï, Hemeròc, Jebarro, Kantrill und Nedror. Ihre Zerstörungskraft war enorm, doch sie wurden von den Ersten Göttern besiegt.
Sie stehen für Tzulans Ideale wie Blinde Gewalt, Zerstörung und vernichtendes Streben nach unendlicher Macht. Auch sie werden wie ihr Vater Tzulan von den Tzulani verehrt. Sie können von Menschen nicht getötet werden, da sie über Magie verfügen und unverwundbar sind. Nur die von Angor gefertigten aldoreelischen Klingen können sie verletzen und töten. Mortva Nesreca, der intrigante Berater des Kabcar seit dem Jahr 443 n.S., ist eigentlich der Zweite Gott Ischozar, der seine Geschwister Paktaï und Hemeròc befehligt, um ihren Vater zurück nach Ulldart zu bringen.
Kalisstra, die Bleiche
Kalisstra wurde von Taralea zu kurz ins Feuer gehalten und ist deswegen blass. Daher ihr Beiname Bleiche Göttin. Sie gilt als Göttin des Winters und der Kälte, aber auch als Meeres- und Regengöttin. Ihre Erscheinungsformen sind entweder eine aus Eis gehauene Frau oder Schneestürme, Schneewehen, Wellen oder Strudel.
Sie soll gefühllos, kalt und gnadenlos sein, wenn man sie entzürnt. Ihre Strafen sind Flutkatastrophen, Hochwasser und Platzregen, Hagel und Schnee.
Sie wird hauptsächlich auf Kalisstron verehrt und die Cerêler wurden von ihr geschaffen. Cerêler sind kleinwüchsige Wesen, die Heilmagie beherrschen. Auf Ulldart sind sie die einzigen bekannten magiebegabten Wesen bis zur Thronbesteigung des Kabcar Lodrik Bardri¢.
Sowohl Winterbeginn und -ende werden ihr zu Ehren gefeiert.
Kriegsgott Angor
Angor gilt als der Gott des Kampfes und Krieges, der Ehrenhaftigkeit, der Jagd und der Anständigkeit. Schwüre werden meist auf ihn gehalten. Er erscheint den Menschen meist in Form von großen, edlen Raubtieren oder riesenhaften, mächtigen Kriegern und gefolgt von viel Donner, Blitz, Protz und einem großen Gefolge.
Er wird auf seinem Kontinent Angor verehrt und auf Ulldart von drei großen Orden: der Orden der Hohen Schwerter (eine Zeit lang von Nerestro von Kuraschka angeführt), der Orden der Silbernen Äxte und Angors Söhne. Die Ritter leben nach seinen Regeln und veranstalten Turniere ihm zu Ehren. Sie sind als die Hüter der 21 Aldoreelischen Klingen bekannt, welche der Gott zur Verteidigung gegen das Böse schuf.
Todesgöttin Vintera
Vintera ist die Göttin des Todes, der Krankheit und Qual, des Mordes, der Angst und der Schatten. In dem Zyklus "Zeit des Neuen" wird ihr weiterhin der lebenspendende und heilende Aspekt zugeordnet. Nur wenige entschließen sich, ihren Lehren zu folgen. Sie erscheint meist als dürre alte Frau mit schwarzer Sichel und Ährenbündel. Zwei Orden sind bekannt: „Vinteras Bund“ und die „Schwarze Sichel“.
Liebesgöttin Senera
Senera ist die Göttin der Liebe, der Kunst, des Ehrgeizes, des Erfolgs und des Aufstrebens. Sie musste sich bei der Erschaffung der Welt mit den Tzulandriern einen Kontinent teilen, woher ihr Temperament und ihre Lebenslust stammt, die allerdings nichts mit dem Wesen Tzulans gemeinsam hat. Sie tritt meist als eine schöne, nackte Frau mit knöchellangen, roten Haaren auf, doch manchmal auch als heiße Quelle oder Hitzeflirren.
Sie verzeiht kleine Lügen und hat ihre Freude an Tricks und mag Spiele mit doppeltem Boden, sofern sie ohne rohe Gewalt auskommen.
Deshalb haben sich auch viele Künstlerverbindungen, Freudenhäuser, Händlergilden und Diebesgilden ihren Namen auf die Fahne geschrieben und sie Halten ihre Lehre in Ehren. Einen anerkannten Orden gibt es auf ganz Ulldart jedoch nicht.

#### Götterhimmel Kensustrias
In Kensustria, dem südlichsten der Reiche Ulldarts, dass nicht von ulldartischen Ureinwohnern gegründet wurde, werden über 100 verschiedene Gottheiten, Halbgötter oder göttliche Wesen verehrt. Die Götterwelt ähnelt dem des Hinduismus. Trotz der Vielfalt des kensustrianischen Götterhimmels gibt es ca. 20 Götter, die von Mehrheiten verehrt werden. Nach Ulldart mitgebracht wurden vor allem die vier wichtigsten; über die übrigen ist wenig bekannt. Jedes der Götterwesen besitzt ähnlich den Gottheiten aus der Griechischen Mythologie ein eigenes zugeordnetes Gebiet und spezielle Kräfte, über die es verfügen kann. Die vier Hauptgottheiten Kensustrias sind:
Tares, der Gott der Schwerter und Lanzen und der Gott des Krieges und Kampfes (in etwa mit Angor gleichzustellen), Illara, ein geschlechtsloses Götterwesen, das Licht und Dunkelheit beherrscht,
Lakastra, der Gott des Wissens und der Technik, dem die Kensustrianer ihre fortgeschrittene Waffentechnik verdanken und Eolatár, der Gott der Liebe.

### Standestitel in Ulldart

#### Königreiche Aldoreel, Tûris, Palestan, Ilfaris, Agarsien und Serusien
Hier hat den höchsten Rang der Kaiser, der auf dem Kontinent nicht vertreten ist. Der Kopf der Königreiche ist der jeweilige König; in Palestan und Agarsien jedoch nur rein formal, da die dortigen Kaufmannsräte das Land und seine Entscheidungen kontrollieren. In den genannten Reichen, außer Tûris, herrscht ein ziemlich gelockertes Ständesystem. Die Thronfolger dieser Reiche werden einfach als Prinzen bzw. Prinzessinnen bezeichnet, der älteste Sohn erbt den Thron. Der Adel in Form von Fürsten, Baronen, Herzogen, Grafen und Markgrafen übernimmt in dieser Rangfolge wichtige bzw. eher unwichtigere Aufgaben in den Reichen. So verwalten sie Ländereien im Namen der Könige, die Fürsten und Barone erfüllen außerdem oftmals auch wichtigere Aufgaben wie die eines Statthalters.

#### Königreiche Rundopal, Hustraban, Borasgotan, Tarpol & die Baronien
In diesen Ländern des Kontinents Ulldart und kommt der Kabcar der Funktion eines Königs gleich. Der Kabcar steht an der Spitze seines Reiches und hat die alleinige Macht über dieses. Bei seinem Tod übernimmt sein ältester Sohn die Macht. Tadc ist die Bezeichnung für den Stand eines Prinzen in diesen Reichen. Beim Tod eines Kabcar wird der älteste Tadc des Landes zum neuen Kabcar. Die Prinzessinnen der Reiche heißen Tadca. Der Harac entspricht dem Stand eines Herzogs. Die adligen Haracs übernehmen meist wichtige Aufgaben, zum Beispiel die eines Gouverneurs. Herzoginnen werden als Haracja bezeichnet. Dem Stand eines Fürsten kommt der Skaguc gleich. Auch die Skaguc gehören dem Adel an und übernehmen ähnlich wichtige Aufgaben wie die Haracs. Sie verwalten meist Land und besitzen große Reichtümer. Die weiblichen Vertreter werden Skaguca genannt. Der Vasruc ist mit einem Baron vergleichbar. Die Vasrucs sind vor allem in den zu Tarpol und Hustraban gehörenden Baronien von großer Bedeutung, da sie dort über die Teilgebiete herrschen, wobei sie zwar ihrem Kabcar unterstehen, doch ihre Gesetze selbst festlegen können. Weibliche Regenten der Baronien Jarzewo, Kasan, Kostromo, Bijolomorsk, Serinka und Ucholowo heißen Vasruca. Eine Bezeichnung für den Rang des Großbauern ist dort der Brojak. Normalerweise verfügen Großbauern über viel Land, Leibeigene und Kleinpächter, mit denen sie das vom Kabcar verliehene Land bestellen. Über die Jahrhunderte hinweg weiteten sie jedoch ihre Macht immer mehr aus und konnten sich durch die Schulden des Kabcar immer mehr Einfluss am Hof erkaufen, wodurch sie mittlerweile die meisten echten Adligen an Reichtum und auch an Einfluss ausstechen.

#### Königreich Tersion
In Tersion herrscht eine strenge Monarchie, an dessen Spitze der Regent oder die Regentin des Landes stehen. Dieser kontrolliert mit eiserner Hand alle Verträge, Abkommen und Minen des Landes und steht über allem anderen. Das Ständesystem ist noch strenger als beispielsweise in Tarpol. Der Adel in Tersion besteht in absteigender Rangfolge aus Fürsten, Baronen, Grafen und Herzögen, die im Königreich für die Verwaltung der zahlreichen Minen verantwortlich sind und im Namen der Regenten über ihre Ländereien herrschen. In Tersion werden immer noch Sklaven gehalten, und die Unfreien haben gegenüber dem Adel keinerlei Rechte.

#### Inselreich Rogogard
Im Inselreich Rogogard gibt es keinerlei Ständesystem und keinen Adel. In einer Versammlung der so genannten Hetmänner wird über Gesetze und die Regierung diskutiert und abgestimmt. Die Obmänner unterstehen den Hetmännern und haben Aufgaben ähnlich denen eines Bürgermeisters.

#### Kensustria
In Kensustria herrscht ein Kastensystem. Die dortigen Stände sind weitgehend unbekannt. Man weiß nur, dass es drei verschiedene Kasten gibt: die Krieger-Kaste, die Kaste der Priester, Gelehrten und Handwerker und die Kaste der Bauern. Ganz unten stehen die Unfreien, welche keiner Kaste angehören. Im ersten Teil des Romans der Romanhandlung steht die Krieger-Kaste an der Spitze und achtzehn Krieger regieren mehr oder weniger als Anführer der Krieger-Kaste über das Land. Später übernimmt die Priester- und Gelehrtenkaste die Regierung. Die Kastenangehörigen unterscheiden sich durch ihr äußeres Erscheinungsbild und durch ihre verschiedenen Rechte.